# Lulu (álbum)
Lulu é o quinto álbum de estúdio do cantor carioca Lulu Santos, lançado em 1986 pela RCA.
Também é seu álbum de estréia pela RCA Records, saindo do pouco falado Normal de 1985, Lulu Santos tem uma estréia muito bem sucedida, emplacando quatro hits de uma só vez, eles são, "Condição" a faixa de abertura, "Casa" hit mais notado e hoje grande sucesso, "Um Pro Outro" outro grande sucesso e uma das músicas mais lindas compostas por Lulu Santos "Minha Vida".
Mesmo com sucessos e grande notoriedade do disco, ele não escapou da censura federal, assim como tantos outros álbuns da época, "Ro-Que-Se-Da-Ne", a faixa de encerramento do repertório foi censurada porque continha uma letra que para os padrões da época foi considerado "impróprio" e decidiram que o público não podia ouvir isso.

## Faixas
Todas as composições de autoria de Lulu Santos, exceto onde estiver indicado.
1. "Casa (O Eterno Retorno)" - 5:06
2. "Condição" - 4:22
3. "Minha Vida" - 5:08
4. "Pé Atrás" - 3:35
5. "Um Pro Outro" - 3:54
6. "Twist (Disco)" - 4:16
7. "Duplo Sentido" - 2:29
8. "Telegrama" - 3:50 - Lulu Santos e Scarlet Moon
9. "Demon" - 5:17
10. "Ro-Que-Se-Da-Ne (Junte as Sílabas e Forme Novas Palavrinhas)" - 2:24

## Créditos

### Músicos
- Lulu Santos – voz, guitarras (todas menos "Pé Atrás"), E-Bow  (em "Casa") e baixo  (em "Minha Vida")
- Jurim Moreira – bateria (em "Minha Vida")
- Sérgio Herval – bateria (em "Casa" e "Um pro Outro")
- Cláudio Infante – bateria (4, 6, 7, 8. 9 e 10)
- Cidinho – percussão (em "Pé Atrás", "Disco" e "Demon")
- Arthur Maia – baixo (4, 5, 6, 7, 8, 9 e 10), voz  (em "Condição") e baixo fretless (em "Minha Vida")
- Nico Rezende – baixo sintetizador (em "Casa"), cordas (em "Condição"), órgão (em "Condição" e "Demon"), bateria digital (em "Pé Atrás"), sintetizador (em "Pé Atrás" e "Um pro Outro"), piano (em "Twist")
- Léo Gandelman – sax alto  (em "Casa"), piano elétrico e orgão (em "Condição"), realejo harpsichordio e koto digitais ( em "Minha Vida"), sintetizador (em "Pé Atrás" e "Twist", clarinete e saxofones (em "Pé Atrás"), naipe de sax e solo (em "Twist" e "Demon"), ton ton digital (em "Telegrama")
- Lincoln Olivetti – bateria e baixo digital em "Condição"
- Flávio Sena – vocoder em "Condição"
- Celso Fonseca – vocal em "Condição"
- Paul de Castro – violino em "Twist" e guitarra solo em "Ro-Que-Se-Dane"

- Klebs Cavalcanti – guitarra solo (coda) em "Ro-Que-Se-Dane"

### Produção
- Lulu Santos  – produção e conceito de capa
- Miguel Plopschi  – direção artística
- Franklin Garrido e Flavio Sena  – engenheiros de gravação
- Liu, Magro, Mauro, Clark Kent e Evaldo  – auxiliares de gravação
- Hamuri, Ricardo I e Ricardo II  – assistência técnica
- Klebs Cavalcanti  – equipamento e assistência
- Flavio Sena, Lulu Santos e Léo Gandelman - mixagem
- Maurício Valladares  – fotos
- Ricardo Leite  – tradução e projeto gráfico
- Tadeu Valério  – coordenação gráfica

## Desempenho comercial

#### Vendas e certificações
| País                       | Certificação | Vendas  |
| -------------------------- | ------------ | ------- |
| Brasil (Pro-Música Brasil) |              | 250,000 |